# Museo dell'acquedotto di Chestnut Hill
Il museo dell'acquedotto di Chestnut Hill (anche conosciuto come Waterworks Museum) è un museo ricavato da un edificio che in origine era una stazione di pompaggio ad alto servizio dell'acquedotto metropolitano di Boston. L'edificio, in stile romanico richardsoniano, contiene dispositivi di ingegneria meccanica ben conservati.

## L'acquedotto
Negli anni di maggior utilizzo, l'acquedotto pompava fino a cento milioni di litri d'acqua ogni giorno. La stazione fu dismessa negli anni '70 e in seguito alcuni dei suoi edifici furono trasformati in condomini. Dopo un periodo di inattività, la stazione di pompaggio è stata restaurata e nel 2007 è stato istituito il Waterworks Preservation Trust per sovrintendere alla sua conversione in museo. Nel marzo 2011 l'edificio è stato riaperto al pubblico come museo dell'acquedotto.

## Storia
A partire dal 1850, la città di Boston iniziò a modernizzare il suo approvvigionamento idrico, che all'epoca era una combinazione di pozzi, acqua di stagno e tubazioni a valle del bacino idrico di Natick.
Nel 1870 le istituzioni della città di Boston decisero che la città aveva bisogno di aumentare la filtrazione e il pompaggio dell'acqua e iniziarono a esaminare le opzioni. Nel 1886 fu progettata la stazione di pompaggio "ad alto servizio" e l'anno successivo divenne operativa come stazione di pompaggio di Chestnut Hill, solo pochi anni dopo la prima stazione di questo tipo al mondo, in Germania. L'acqua veniva pompata da questa stazione in salita fino al bacino idrico di Fisher Hill, dove la gravità avrebbe poi spinto l'acqua nell'area circostante.
Nel 1894 la stazione mise in funzione una terza pompa dell'acqua, alimentata a vapore e progettata da Erasmus Darwin Leavitt. Il motore di pompaggio Leavitt-Riedler, come fu successivamente chiamato, fu presentato come "il motore di pompaggio più efficiente del mondo" e rimase in funzione fino al 1928. Nel XX secolo venne dichiarato come un punto di riferimento storico dell'ingegneria meccanica dalla American Society of Mechanical Engineers. È stato completamente restaurato dal museo.

## Curiosità
- Mark Wahlberg ha filmato parte del suo film del 1992 "You Gotta Believe" nel seminterrato dell'edificio.[8]
- L'edificio contiene i volti in pietra del suo progettista, Arthur H. Vinal, e di sua moglie.[9]